# Локшино
Локшино — село в Ужурском районе Красноярского края России. Административный центр Локшинского сельсовета.

## География
Село находится на расстоянии 24 км к северу от города Ужур, административного центра района.

## Население
| 2010 |
| ---- |
| 730  |

## Улицы
| - пер. Баталова, - ул. Баталова, - ул. Заречная, - ул. Набережная, | - ул. Новая, - пер. Новый, - ул. Центральная, - пер. Центральный. |